# Eingabetaste
Die Eingabetaste, auch Knickpfeiltaste, Zeilenschalter oder Rückführtaste mit Zeilenschaltung (englisch Return) genannt, ist eine spezielle Taste auf Tastaturen von elektrischen Schreibmaschinen und Computern. Sie hat eine ähnliche Bedeutung wie die Entertaste, so dass ihre Bezeichnungen teilweise synonym verwendet werden.

## Platzierung und Aussehen

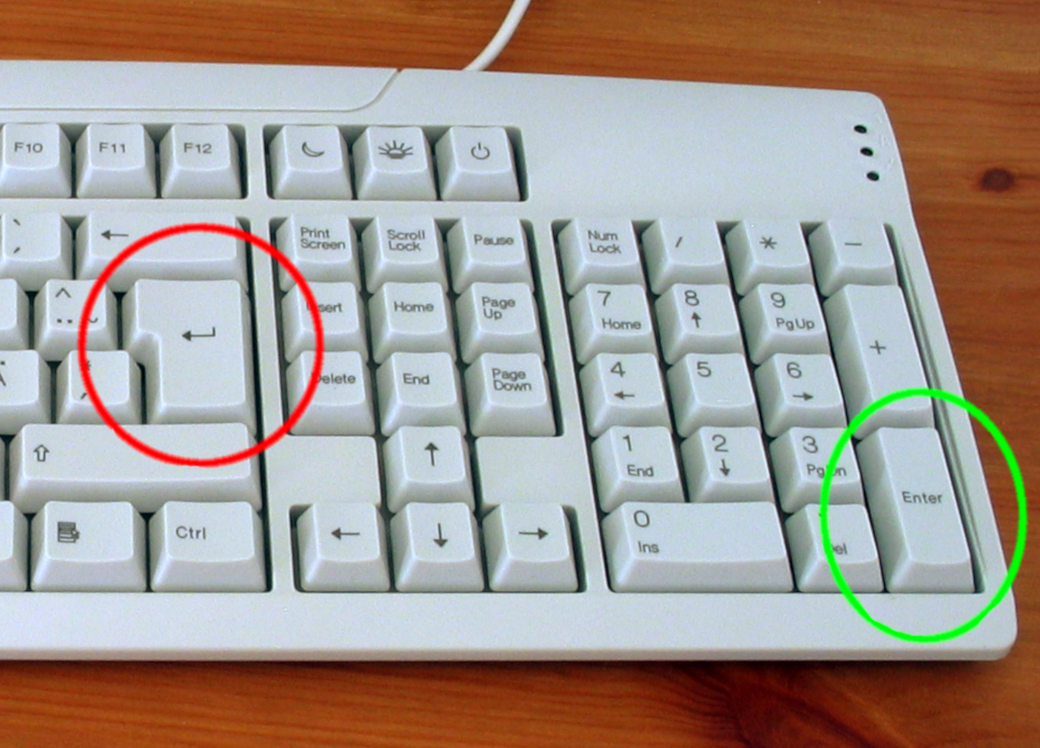
Eingabe- (rot) und Entertaste (grün) auf einer üblichen Tastatur

Die Eingabetaste befindet sich auf PC-Standardtastaturen im Haupttastaturfeld (im Bild rot markiert). Die Entertaste gehört zum Ziffernblock (im Bild grün markiert), der erst seit den MF2-Tastaturen auf PC-Tastaturen vorhanden ist. Auf alten XT- und AT-Tastaturen mit 83 und 84 Tasten gab es keine Entertaste.
Das übliche Zeichen, das die Eingabetaste auf einer Windows-Tastatur kennzeichnet, ist ein nach unten hin abgeknickter Pfeil, welcher nach links zeigt (↵). Auf den Apple-Tastaturen wird dagegen für den Zeilenschalter ein geschwungener Pfeil (↩) verwendet. Die Eingabetaste (im Ziffernblock) ist dort mit einem waagerechten Strich und diesen unterbrechend einem auch sogenannten Caret darunter (⌤) oder allgemein (herstellerunabhängig, englisch) mit Enter oder Return (seltener auch mit beiden Wörtern) beschriftet.
Auf IBM-Terminal-Tastaturen der Baureihen 3270 und 5250 ist die Taste noch mit DatFrGb oder DFG (für Datenfreigabetaste) beschriftet, bei Host-Systemen wird sie verwendet, um die Daten der Eingabemaske nach Ausfüllen aller benötigten Felder an den Host zu senden, also freizugeben. Auf ICL-Großrechnertastaturen gab es dagegen eine rote Send-Taste, die sehr ergonomisch ganz rechts oben angeordnet und damit auch für Ungeübte blind erreichbar war.
Eine früher übliche Beschriftung der Entertaste bzw. der Eingabetaste war EOL (Abkürzung für End of Line).

## Funktion

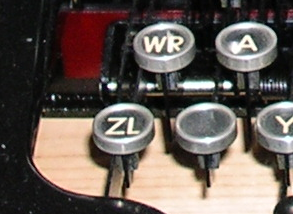
Zeilenvorschub- (ZL) und Wagenrücklauftaste (WR).
Siemens T37h Fernschreiber, 1950er Jahre – Vorläufer der heutigen Return-Taste

Ihre ursprüngliche Funktion auf Fernschreibern und elektrischen Schreibmaschinen war als Wagenrückholtaste, so wie bei mechanischen Schreibmaschinen der Wagenrückholhebel, der den Walzenwagen wieder an den Zeilenanfang stellte (CR englisch Carriage return) und einen Zeilenvorschub (LF Line feed) auslöste.
Beide Tasten haben oftmals dieselbe Bedeutung:
- Bei Eingabe in Befehlszeilen, in Dialogfenstern, in einzeiligen elektronischen Formularfeldern oder in einer Zelle der Tabellenkalkulation wird durch die Betätigung der Eingabetaste der Tastatur die Bearbeitung abgeschlossen (‚Enter‘). Man „gibt einen Befehl in den Computer ein“, was die ursprüngliche Bedeutung dieser Taste wiedergibt.
- Ihre Betätigung in laufenden Texteingaben fügt – je nach System – das Zeichen CR (Wagenrücklauf), LF (Zeilenvorschub), die Zeichenkette CR LF oder auch das Zeichen NL (New line/Next Line, neue Zeile) ein, die ähnlich dem langen Hebel von mechanischen Schreibmaschinen und der Tastenkombination des Fernschreibers als neue Zeile (Symbol ↵, Zeilenumbruch) oder aber als neuer Absatz (Symbol ¶, Absatzmarke, Pilcrow) interpretiert werden – das besagt der Name ‚Return‘.
- Bei grafischen Bedienoberflächen wie bei macOS, Windows oder KDE Plasma kann eine markierte Schaltfläche aktiviert werden, ohne dass der Anwender die Hand von der Tastatur nehmen und die Aktivierung mittels der Maus vornehmen muss. Andere Bedienelemente wie Auswahlkästen und Optionsfelder müssen hingegen mit der Leertaste aktiviert werden.
- In manchen Programmen erfüllen der Zeilenschalter (bzw. die Entertaste) und die Eingabetaste oft unterschiedliche Funktionen. So wird beispielsweise in Adobe InDesign mit dem Zeilenschalter ein Absatz und mit der Eingabetaste ein Spaltenumbruch eingefügt.

## Tastenkombinationen
- Wenn die Taste ↵ Enter CR oder CR LF codiert, lässt sich der harte Zeilenumbruch LF/↵ mit der Tastenkombination ⇧ Umsch + ↵ Enter eingeben. In vielen Textverarbeitungsprogrammen führt diese Tastenkombination zu einer neuen Zeile statt zu einem neuen Absatz, sodass häufig ein kleinerer Abstand zur vorherigen Zeile entsteht. Manche Textverarbeitungssysteme wie Word ordnen dann bei Blocksatz die Wörter in der darüberliegenden Zeile im Blocksatz an, was zu besonders großen Lücken führen kann.
- Alt + ↵ Enter auf PC-Systemen (Windows, Linux u. a.) zeigt zum aktiven Element die Eigenschaften.
- Bei vielen Computerspielen kann man mit Alt + ↵ Eingabe zwischen Vollbild- und Fenstermodus wechseln.